# Sergio Assisi
Sergio Assisi (ur. 13 maja 1972 w Neapolu) – włoski aktor telewizyjny, teatralny i filmowy.

## Życiorys
W 1992 roku studiował w akademii teatralnej przy teatrze Bellini w Neapolu, gdzie otrzymał stypendium. Naukę kontynuował w akademii Livio Galassi. Występował m.in. w komedii Moliera Grzegorz Dyndała albo mąż zmieszany (1993) jako Grzegorz Dyndała. Debiutował na wielkim ekranie rolą Ferdynanda I Burbona w komedii historycznym Liny Wertmüller Ferdynand i Karolina (Ferdinando e Carolina, 1999). Jego kreacja Masaniello w filmie historycznym Kochający wolność – Masaniello (Amore e libertà – Masaniello 2006) została uhonorowana nagrodą na festiwalu filmowym w Salerno. W miniserialu Rai Uno Blizny miłości (Graffio di tigre, 2007) zagrał postać żołnierza Fabio, który po ucieczce z angielskiego obozu na wyspie Pantelleria dociera do majątku hrabiego w Toskanii i zakochuje się w jego synowej.

## Filmografia

### Filmy kinowe
- 1999: Ferdynand i Karolina (Ferdinando e Carolina) jako Ferdynand I Burbon
- 2000: L’uomo della fortuna jako Antonio
- 2004: Guardiani delle nuvole jako Crescenzo
- 2006: Amore e libertà – Masaniello jako Masaniello

### Filmy TV
- 2000: La squadra
- 2001: L’attentatuni jako Chiesa
- 2002: La casa dell’angelo jako Piero
- 2003: Ics jako Rocco
- 2005: Imperia, wielka kurtyzana (Imperia, la grande cortigiana) jako Cezar
- 2006: La contessa di Castiglione jako Marito
- 2006: Assunta Spina jako Federico Funelli

### Seriale TV
- 2005: Elisa z Rivombrosy 2 (Elisa di Rivombrosa) jako Markiz Nicola di Conegliano
- 2006: Capri jako Umberto
- 2007: Blizny miłości (Graffio di tigre) jako Fabio
- 2008: Capri 2 jako Umberto